# Mickey's Christmas Carol
Mickey's Christmas Carol (La Navidad de Mickey en Hispanoamérica y Una Navidad con Mickey en España) es un cortometraje de Comedia dramática familiar animado estadounidense de 1983 dirigido y producido por Burny Mattinson. La caricatura es una adaptación de la novela de 1843 de Charles Dickens, A Christmas Carol, y está protagonizada por Scrooge McDuck como Ebenezer Scrooge. 
Muchos otros personajes de Disney, principalmente del universo de Mickey Mouse, así como Pepito Grillo de Pinocho (1940) y personajes de The Adventures of Ichabod and Mr. Toad (1949) y Robin Hood (1973), hacen apariciones a lo largo de la película. Mickey's Christmas Carol fue producida por Walt Disney Productions y lanzado por Buena Vista Distribution el 16 de diciembre de 1983, junto con la reedición de The Rescuers (1977). En los Estados Unidos, se emitió por primera vez en televisión en NBC, el 10 de diciembre de 1984.
Mickey's Christmas Carol se adaptó en gran medida del audio musical de Disneyland Records de 1974, An Adaptation of Dickens' Christmas Carol. El musical presentaba diálogos similares y un elenco de personajes similar con la excepción del primer y último fantasmas navideños.
Esta fue la primera caricatura teatral original de Mickey Mouse producida en más de 30 años. A excepción de los relanzamientos, Mickey no aparecía en las salas de cine desde el cortometraje The Simple Things (1953). La secuencia del cementerio también fue la primera vez que Disney probó el proceso de transferencia de fotografías animadas. Muchos personajes adicionales vistos en la película tampoco habían aparecido en una caricatura teatral durante varias décadas, como Horace Horsecollar y Clarabelle. La película también fue la última vez que Clarence Nash expresó al el Pato Donald antes de su muerte en 1985. Nash fue el único actor de voz original en la película como Walt Disney (Mickey Mouse) y Pinto Colvig (Goofy) habían muerto en la década de 1960, Bill Thompson (Scrooge McDuck), Cliff Edwards (Pepito Grillo) y Billy Gilbert (Willie el gigante) en 1971, y Billy Bletcher (Pete y el Lobo Feroz) en 1979. También marcó la primera vez en la animación que Scrooge McDuck fue interpretado por el actor Alan Young (quien había expresado por primera vez al personaje en el álbum musical); Young continuaría siendo el principal actor de voz de McDuck, sobre todo en Patoaventuras, hasta la muerte del actor en 2016.

## Historia
En la víspera de Navidad en el Londres del siglo XIX, Ebenezer Scrooge (interpretado por Scrooge McDuck) es un prestamista hosco que es muy egoísta con su dinero y se opone a la alegría de la Navidad. Se niega a darle dinero a un mendigo fuera de su oficina, rechaza la invitación de su sobrino Fred (El Pato Donald) a la cena de Navidad y luego ignora a dos caballeros (Rat y Mole) para recaudar fondos para los pobres. Su leal empleado Bob Cratchit (Mickey Mouse) solicita tener la mitad del día de Navidad libre, a lo que Scrooge acepta a regañadientes, pero dice que a Cratchit se le descontaría la mitad del salario de un día.
Scrooge continúa con su negocio y se va a casa poco antes de la medianoche. Al entrar a su casa, Scrooge se encuentra con el fantasma de su ex socio comercial Jacob Marley (Goofy), quien le advierte que robar a las viudas y estafar a los pobres estaba mal, y que como resultado, Marley está condenado en el más allá a llevar cadenas pesadas. Lo mismo le sucederá a Scrooge si no cambia sus propias costumbres. Scrooge se asusta y pide ayuda, y Marley le informa que esa noche lo visitarán tres espíritus y que debe escucharlos y hacer lo que dicen, para que sus cadenas no se vuelvan más pesadas que las de Marley.
A la una en punto, Scrooge recibe la visita del Fantasma de las Navidades Pasadas (Pepito Grillo), quien lo lleva atrás en el tiempo a su vida adulta temprana. Visitan su tiempo como empleado bajo Fezzywig (Mr. Toad). Fezzywig organiza una fiesta de Navidad donde el joven Scrooge conoce a una joven llamada Isabelle (Pata Daisy), de quien se enamora. Sin embargo, el Fantasma le muestra a Scrooge cómo, con el tiempo, llegó a amar el dinero más que a Isabelle y, como resultado, Isabelle lo dejó cuando él eligió el dinero sobre ella. Un Scrooge angustiado le pide al Fantasma que lo devuelva al presente, y el Fantasma accede a su pedido pero le recuerda que él mismo creó este pasado. Scrooge se queda en su cama lamentando sus acciones pasadas.
A las dos en punto, Scrooge se encuentra con el gigantesco y alegre Fantasma de las Navidades Presentes (Willie el Gigante). El Fantasma lleva a Scrooge a una casa vieja y decrépita que se revela como la casa de Bob Cratchit. Scrooge se sorprende al ver que su cena de Navidad para su familia de cinco consiste en apenas suficiente comida para alimentar a una persona, pero ve que la familia de Cratchit está sorprendentemente contenta con su pequeña cena. Scrooge se apiada del hijo enfermo de Bob, Tiny Tim (interpretado por Morty Mouse). El Fantasma comenta que si las cosas no cambian para la familia, Tiny Tim no vivirá para ver muchas Navidades futuras y luego desaparece, dejando a Scrooge desconcertado pidiendo aclaraciones.
Luego, Scrooge es transportado a un cementerio, donde se encuentra con el Fantasma de las Navidades Futuras (más tarde se revela que es Pete), quien inicialmente aparece como una figura silenciosa, encapuchada y fumando un puro. Cuando Scrooge pregunta por Tiny Tim, el Fantasma señala una tumba en la distancia donde Bob y su familia están de luto por la muerte de Tiny Tim. Cuando Scrooge, devastado, pregunta si se puede cambiar este evento, ve a dos sepultureros (Comadrejas) a quienes les hace gracia que nadie haya asistido al funeral del hombre al que están enterrando. Tan pronto como los sepultureros se van, Scrooge se acerca sigilosamente y pregunta a quién pertenece la tumba. El Fantasma luego enciende un fósforo y revela que el hombre que murió no es otro que el propio Scrooge antes de empujarlo a la tumba mientras lo llama "El hombre más rico del cementerio", donde su ataúd vacío se abre para revelar la puerta de entrada al Infierno. Aterrorizado, Scrooge promete cambiar su forma de ser antes de caer en el ataúd, sólo para encontrarse de vuelta en su dormitorio.
Dándose cuenta de que es la mañana de Navidad y que los fantasmas le habían otorgado una segunda oportunidad, Scrooge sale a la calle lleno de felicidad. Primero dona una generosa fortuna a unos ancianos que recolectaban dinero para ayudar a los más pobres y luego acepta la invitación a la cena de Navidad que le había hecho su sobrino el día anterior. Después, Scrooge se dirige a la casa de Bob Cratchi llevándoles un pavo y juguetes para los niños, le sube el sueldo a su empleado convirtiéndolo también en su nuevo socio y paga la operación de Tiny Tim, quien logra curarse mientras todos celebran la Navidad juntos.

## Personajes

### Papeles importantes
- Scrooge McDuck (Gilito McPato/Rico McPato)—Ebenezer Scrooge
- Mickey Mouse—Bob Cratchit
- Minnie Mouse—Sra. Cratchit
- Morty Fieldmouse—Pequeño Tim
- Ferdie Fieldmouse—Peter Cratchit
- Melody Mouse—Martha Cratchit
- Goofy—Jacobo Marley
- Pepito Grillo—El Espíritu de las Navidades Pasadas
- Daisy Duck—Isabelle
- Willie, el Gigante—El Espíritu de las Navidades Presentes
- Pete—El Espíritu de las Navidades Futuras
- Donald Duck—Fred
- Rata y Topo—Recolectores
- El Sr. Sapo—Fezzywig

### Cameos
- Huey, Dewey y Louie (Juanito, Jaimito y Jorgito/Hugo, Paco y Luis)
- Horace Horsecollar
- Clarabelle Cow
- Abuela Pato
- Chip y Dale
- Gus Goose
- Clara Cluck
- El Lobo Feroz
- Práctico, Flautista y Violinista
- Dos de los Tres Lobitos
- Angus MacBadger, Cirilo Mientepoco, y las Comadrejas (de The Adventures of Ichabod and Mr. Toad)
- Skippy, Sis, la Sra. Conejo, Toby, y Lady Kluck (de Robin Hood)
- Pajarete (de Bedknobs and Broomsticks)
- El Tío Waldo (de The Aristocats)
- Percy y Patricia Pigg

## Reparto

### México
- Luis Bayardo - Rico McPato/Ebenezer Scrooge
- Francisco Colmenero - Mickey Mouse/Bob Cratchit; Goofy/Jacobo Marley; Pedro/El Espíritu de las Navidades Futuras
- Jaime Iranzo - Pato Donald/Fred
- Diana Santos - Pata Daisy/Isabelle
- José Manuel Rosano - Pepito Grillo/El Espíritu de las Navidades Pasadas; Willie, el Gigante/El Espíritu de las Navidades Presentes
- Víctor Mares - Rata/Recolector, Comadreja
- Jesse Conde - Topo/Recolector

### España
Este doblaje fue realizado para la versión del corto en La Navidad Mágica de Mickey:
- Mario Martín - Tío Gilito/Ebenezer Scrooge
- José Padilla - Mickey Mouse/Bob Cratchit
- Héctor Fernández Lera - Pato Donald/Fred
- David García Vázquez - Goofy/Jacobo Marley
- Miguel Ayones - Pepito Grillo/El Espíritu de las Navidades Pasadas
- Antonio Villar - Willie, el Gigante/El Espíritu de las Navidades Presentes
- Juan Fernández Mejías - Pete/El Espíritu de las Navidades Futuras
- Yolanda Mateos - Pata Daisy/Isabelle
- Chelo Molina - Morty Fieldmouse/Pequeño Tim
- Ramón Repáraz - Rata/Recolector
- Antonio Villar - Topo/Recolector

## Premios y nominaciones
| Premio        | Categoría                                 | Resultado |
| ------------- | ----------------------------------------- | --------- |
| Premios Óscar | Anexo: Óscar a mejor cortometraje animado | Nominada  |

## Personajes eliminados
- El Honrado Juan y Gedeón (de Pinocho) fueron pensados en un principio para hacer de recolectores. En algunos cuentos de la historia aparecen como tales en lugar de Rata y Topo.[7]
- Merlín (de The Sword in the Stone) fue pensado en un principio para hacer de Espíritu de las Navidades Pasadas. En algunos cuentos de la historia aparece como tal en lugar de Pepito Grillo.[7]
- La Reina Grimhilde (de Snow White and the Seven Dwarfs) fue pensada en un principio para hacer de Espíritu de las Navidades Futuras en su forma de bruja. En algunos cuentos de la historia aparece como tal en lugar de Pete.[7]